# Joint Worldwide Intelligence Communications System

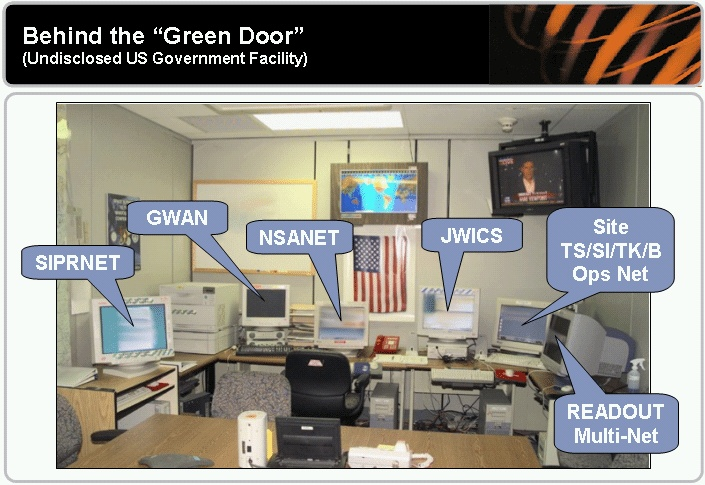
За «Зелёной дверью»: центр безопасности коммуникаций с доступом к сетям SIPRNet, GWAN, NSANET и JWICS

Объединённая глобальная сеть разведывательных коммуникаций (англ. Joint Worldwide Intelligence Communications System, JWICS, произносится JAYwicks) — система взаимосвязанных компьютерных сетей, используемых министерством обороны США, Государственным департаментом США, министерством внутренней безопасности США и министерством юстиции США для передачи секретной информации по протоколам TCP/IP в безопасной среде. Находится в ведении РУМО.
JWICS используется для передачи информации вплоть до категории «совершенно секретно», а также предоставляет доступ к электронной почте и гипертекстовым документам. Иными словами, JWICS представляет собой «совершенно секретный Интернет» министерства обороны США наряду со своим «коллегой» — «секретным Интернетом» SIPRNet. JWICS заменила существовавшие ранее в министерстве обороны подсети DSNET2 и DSNET3 (служившие для передачи совершенно секретной и секретной информации, соответственно), созданные на базе сети ARPANET.
JWICS используется прежде всего в рамках разведывательного сообщества совместно с SIPRNet и NIPRNet, которые применяются главным образом министерством обороны США.
JWICS была одной из сетей, доступ к которым имел бывший аналитик Пентагона Брэдли Мэннинг, которого обвиняют в передаче большого количества секретных данных сайту Wikileaks.     
В 2023 году к ней также получил доступ Джек Тейшейра , который слил информацию о российском вторжении на Украину.